# Aransas megye
Aransas megye az Amerikai Egyesült Államokban, azon belül Texas államban található. Megyeszékhelye és legnagyobb városa Rockport. Lakosainak száma 23 830 fő (2020. április 1.). Aransas megye Calhoun, Nueces, San Patricio és Refugio megyékkel határos.

## Népesség
A megye népességének változása:
| Lakosok száma | 23 160 | 23 481 | 23 847 | 24 356 | 25 350 | 23 830 |
|               | 2010   | 2011   | 2012   | 2013   | 2015   | 2020   |